# Assassin's Creed Origins
Assassin's Creed Origins (укр. Кредо асасина: Походження) — багатоплатформна відеогра жанру рольового бойовика, розроблена канадською студією Ubisoft Montreal і видана компанією Ubisoft. Є десятою грою з основної серії Assassin's Creed. Випуск гри відбувся 27 жовтня 2017 року на платформах Microsoft Windows, PlayStation 4 та Xbox One.
Дія розгортається в Елліністичному Єгипті під час правління Клеопатри та її брата Птолемея XIII. Головним героєм виступає Баєк — меджай, який шукає помсти за свого сина і допомагає Клеопатрі в боротьбі проти брата. Ці події зрештою закладають основи Братства асасинів.

## Ігровий процес
На відміну від попередніх ігор серії, в Assassin's Creed Origins наявні рольові елементи, представлені перками, які поступово відкриває протагоніст. Головний герой, меджай Баєк, просувається за сюжетом, виконуючи квести — лінійні сценарії з цілями на кшталт убити ворожого високопосадовця чи підслухати таємні відомості. Поза квестами Баєк може вільно подорожувати по відкритому світу пішки, верхи на коні чи верблюді, на колісниці або човні. Відкритий світ включає Єгипет, де є пустелі, оази, озера та історичні міста, такі як Александрія та Мемфіс. Баєк уперше в серії може пірнати під воду й досліджувати дно в пошуках скарбів або свідчень для своїх розслідувань.
Між основними сюжетними квестами різні персонажі можуть запропонувати побічні квести, такі як боротьба з розбійниками, дослідження стародавніх руїн із загадками, добуття військових трофеїв, перегони на колісницях або участь у бійцівських змаганнях. Виконавши деякі додаткові завдання Баєк отримує додаткові відомості, що доповнюють сюжет, і розблоковує точки швидкої подорожі, які дозволяють миттєво перенестися до іншої такої точки, пропускаючи довгий шлях.
Бій в Assassin's Creed Origins відбуваються за анімаціями, визначеними штучним інтелектом згідно обставин, а не за наперед записаними. Атаки ближнього бою мечами або булавами поділяються на важкі, але повільні, та легкі, але швидкі. Також, Баєк повинен користуватися щитом і парирувати ворожі атаки. Крім того, йому доступні луки, списи, дротики та бомби. Зброя поділяється на звичайну, рідкісну та легендарні, відповідно завдаючи різну кількість ушкоджень. Що небезпечніші вороги, то якісніша в них зброя. Під час бою Баєк накопичує шкалу адреналіну і коли вона заповнена, отримує змогу виконати нищівну ближню атаку. 
Виконуючи завдання, вбиваючи ворогів або відкриваючи нові локації, Баєк отримує очки досвіду. Коли їх накопичується достатньо, Баєк отримує перк, що розблоковує нові здібності. Дерево навичок має три гілки: «Мисливець», «Воїн» та «Провидець». «Мисливець» надає здібності в користуванні стрілецькою чи метальною зброєю (луки, списи); «Воїн» робить Баєка вправнішим у ближньому бою (мечі, парні клинки, булави); «Провидець» удосконалює здібності з прихованих убивств та диверсій (користування отруйними та присипляючими дротиками, запалювальними стрілами чи бомбами). Місії мають рекомендований рівень, за якого Баєк зміг би їх виконати. Йому дозволяється виконати ці місії й раніше, але тоді й небезпека буде вища.
Полюючи та збираючи матеріали, Баєк здатен виготовити з отриманих елементів зброю і спорядження, або вдосконалити їх: прихований клинок, сагайдак, рукавиці, наручі, нагрудник і сумку. Баєк повинен отримувати монети як трофеї або як винагороду. Потім за монети можна придбати готові зброю, спорядження та їхні вдосконалення. Компоненти для майстрування можна придбати у продавців або через лут-бокси за внутрішньоігрову валюту. Деякі косметичні деталі можна придбати лише через монети Helix, які отримуються за реальну валюту.

## Сюжет
У 48 р. до н. е. меджай Баєк знаходить свого кривдника, але в ході бою з ним провалюється в покинутий храм. Вибравшись, він зустрічає товариша Хепзефу, з яким прямує в рідну оазу Сива, зайняту жорстоким жерцем Медунамоном, і береться визволити оазу.
Згодом з'ясовується, що рік тому в оазу прибули невідомі в масках, які викрали Баєка та його сина Хему. Обох доставили до храму Амона, де Баєку дали Яблуко Едему, вимагаючи відкрити сховище цивілізації ісу. Коли Хему спробував визволити батька, зловмисники підставили хлопчика під смертельний удар Баєка. Потім вони побили Баєка та забрали Яблуко. Баєк поставив собі мету розшукати людей в масках і покарати їх. Послідовно він убиває Медунамона та його поплічників.
Знайшовши всі цілі, крім останньої, Баєк прямує до Александрії за новим спорядженням, куди також вирушила раніше його дружина Ая. Від дружини він отримує прихований клинок, який належав цареві Дарію. Баєк вислідковує чоловіка в масці — царського писаря Евдороса, але той перед смертю каже, що людей у масках насправді більше. Ая спрямовує Баєка до свого друга Аполлодора за подробицями. Аполлодор знайомить його з Клеопатрою, яка розповідає, що люди в масках є членами Ордену Стародавніх, який скинув її з трону і прагне керувати Єгиптом, використовуючи нового фараона Птолемея як маріонетку.
Клеопатра доручає Баєку вбити чотирьох високопосадовців Птолемея. Він вистежує їх і вбиває, поки Ая переконує римського полководця Помпея Великого укласти союз із Клеопатрою. Царський зодчий Тахарка отруює Баєка та полишає його в пустелі на смерть. Але завдяки коневі та ручному орлу Баєк рятується і потім убиває Тахарку. Далі він убиває розкрадачку гробниць, котра намагалася з допомогою технологій ісу воскресити свою дитину.
Баєк вирушає в Мемфіс, де священний бик і жрець Апіса потерпають від таємничої хвороби. Разом з Аєю він шукає джерело «прокляття» і виявляє змову двох жриць, які під погрозами жерця бога Анубіса отруїли бика і священнослужителя, щоб запевнити народ ніби боги проти Клеопатри. Шукаючи далі номарха Береніку, Баєк розкриває злочини продажних жерців і дізнається, що всі, кого він убивав за завданням Клеопатри, не були причетні до смерті його сина. Баєк розуміє, що Клеопатра використала його аби захопити трон.
Клеопатра очікує прибуття Помпея, щоб повалити Птолемея, але його за завданням Ордену Стародавніх убиває габаніан Люцій Септимій. Проти Клеопатри готується замах і Баєк з Аєю вирішує все ж завадити планам Ордена Стародавніх. Коли загрозу усунено, Клеопатра заручається підтримкою тестя Помпея — Гая Юлія Цезаря. Птолемей намагається розбити зібраний Клеопатрою флот, тому зустріч у морі зривається. Натомість Баєк з Аєю ховають Клеопатру в скрученому килимі й таємно проносять у палац Птолемея, де фараон мав зустрітися з Цезарем. Несподівано для всіх Клеопатра постає перед Цезарем і пропонує стати його дружиною в обмін на військовий союз. Цезар, попри обурення Птолемея, погоджується.
Цезар просить показати йому гробницю Александра Великого. Баєк із дружиною розшукують гробницю та знаходять там Посох Едему, здатний навіювати людям вигідні власнику думки, який потім забирає Люцій. Птолемей збирає військо проти Цезаря, під час битви Баєк допомагає в боротьбі проти сил фараона та потім убиває Люція. Зрештою Птолемей зазнає поразки і намагається втекти. Ая цілиться в нього з лука, та на човен фараона нападають крокодили і Птолемей гине.
Коли Клеопатра стає царицею Єгипту, Баєк з Аєю усвідомлюють, що вона стала на бік Ордена Стародавніх задля здобуття ще більшої влади. В пошуках способу завадити Ордену, вони повертаються до гробниці Александра Великого, де знаходять смертельного пораненого Аполлодора. Той встигає повідомити, що Орденом керує проконсул Флавій Метеллій, який насправді і є тим, хто організував викрадення Баєка і його сина.
Б'ючись із римськими солдатами, Баєка та Ая прямують в Сіву, до храму ісу. Але Флавій з Люцієм уже відкрили храм і лишили всередині убитого Хепзефу як попередження для Баєка. Тоді Баєк вирушає навздогін за Флавієм, а Ая — за Люцієм. Користуючись силою Яблука, Флавій створює ілюзії, проте Баєк впізнає де Флавій і вбиває його. На шляху до Аї Баєк також долає римських окупантів і їхніх прибічників.
У підземеллі Александрійської бібліотеки він зустрічається з дружиною, котра повідомляє, що Цезар і Люцій вирішили до Риму. Проте їй вдається заручитися допомогою декількох впливових римлян. Ая вирішує відплисти в Рим, щоби там завадити планам Цезаря використати Посох Едему. Баєк ховає Яблуко Едему, після чого разом з дружиною вирішує, що тепер вони житимуть заради вищої мети — таємно протистояти Ордену Стародавніх. Вони засновують Братство Незримих і викидають намисто Хему. Відбиток намиста на піску стає символом Братства, що потім стало Братством асасинів.
У Римі Ая знаходить і вбиває Люція, проте Посох Едему лишається в руках Ордена. Вона проникає в римський сенат і організовує вбивство Цезаря. Пізніше Ая бере собі ім'я Амунет, зустрічає Клеопатру і застерігає її покинути Орден. Згодом Баєк та Ая набирають послідовників і засновують Братство відповідно в Єгипті та в Римі.
В сучасності Лейла Хасан, колишня дослідниця з «Abstergo Industries», розшукує в Єгипті артефакти ісу. Вона відшукує гробницю, де лежать мумії Баєка та Аї. Сподіваючись знайти в їхній ДНК корисну інформацію, Лейла таємно переглядає з допомогою портативної версії «Анімуса» їхню генетичну пам'ять. «Abstergo» посилає найманців убити її, але їхній план не вдається через піщану бурю. Лейла повертається до «Анімуса», а згодом її отямлює Вільям Майлз, батько загиблого Дезмонда Майлза. Вона приймає його пропозицію співпрацювати з асасинами та вирушає до сучасної Александрії.
Переживаючи спогади Баєка, Лейла може відшукати низку старовинних споруд ісу, де дізнатися про своє значення в майбутніх апокаліптичних подіях.

## Розробка
Інформація про гру вперше почала з'являтися в січні 2017 року, уключаючи в себе кілька скріншотів персонажа на човні та попереду печери. Гра була офіційно анонсована 11 червня 2017 року на виставці E3 2017.

## Оцінки й відгуки
| Агрегатор  | Оцінка                                 |
| ---------- | -------------------------------------- |
| Metacritic | (PC) 84/100 (PS4) 81/100 (XONE) 85/100 |

| Видання        | Оцінка      |
| -------------- | ----------- |
| Destructoid    | 8/10        |
| Eurogamer      | Recommended |
| Game Informer  | 8.5/10      |
| GameSpot       | 7/10        |
| GamesRadar+    | [ 16 ]      |
| IGN            | 9/10        |
| PC Gamer (США) | 84/100      |
| Polygon        | 8.5/10      |
| VentureBeat    | 75/100      |

Assassin's Creed Origins зібрала високі оцінки критиків, здобувши на агрегаторі Metacritic середню оцінку 84/100 у версії для ПК, 81/100 для PlayStation 4 і 85/100 для Xbox One. Ця гра належить до найпродаваніших у серії, в 2020 році її продажі перевищили 10 млн копій.
Крістофер Лівінгстон з PC Gamer відгукнувся, що нова система бою, заснована на ухиляннях, користуванні щитом і різноманітних застосуваннях кожної зброї, привабливіша, ніж у попередніх іграх, хоча захисні тактики дещо нав'язливі. Він зазначив, що вимоги до рівня протагоніста в квестах місцями змушують відволікатися на інші завдання, поки не буде досягнено потрібного рівня, через що центральна сюжетна лінія подекуди губиться. Але загалом гра утримує увагу гравців і успішно подає передісторію всієї серії.
Алана Пірс з IGN у вердикті відзначила: «Assassin's Creed Origins — це глибоке занурення у справді приголомшливе зображення Стародавнього Єгипту, з багатим набором культур, правдоподібними персонажами та більшою різноманітністю місій, ніж будь-яка інша гра серії. Бій складний і продуманий, і хоча система трофеїв не рівня таким іграм, як Destiny 2, є достатньо різних типів зброї та достатньо різноманітних ворогів, щоб ви могли перемикатися між зброєю, враховуючи ситуацію. Елементи RPG самі по собі заохочують приймати виклики, і навіть незважаючи на кілька помилок, я відчайдушно хотіла продовжувати грати».
Алессандро Філларі з GameSpot писав, що «Хоча Assassin's Creed Origins досягає великих висот у цій новій обстановці, воно регулярно стикається з проблемами, які „топлять“ загальний досвід. Технічні проблеми призводять до непослідовних вражень, і нові ігрові основи хитаються під вагою власних систем. Але, незважаючи на це, світ Origins залишається свіжим та захопливим для вивчення, що є підґрунтям для чудового сетинґу та переконливої історії. Assassin's Creed зазнала багато змін у своїй довгій та багатошаровій історії, і Origins почувається першим кроком на початку нової подорожі. В неї є чимала частка проблем, але образ її майбутнього того вартий».